# 프란시스코 하비에르 가르시아
프란시스코 하비에르 "하비" 가르시아 페르난데스(스페인어: Francisco Javier "Javi" García Fernández fɾanˈθ̼isko xaβˈjer ˈxaβi ɣarˈθi.a ferˈnandeθ[*], 1987년 2월 8일, 무르시아 지방 물라 ~)는 스페인의 전 프로 축구 선수로, 현재 포르투갈의 SL 벤피카에서 수석 코치로 활동하고 있다. 현역 시절 주로 수비형 미드필더로 활약했던 그는 중앙 수비수로도 기용 가능했다.
그는 레알 마드리드에서 신고식을 치렀으나, 주로 2군으로 활약했고, 이후 포르투갈의 벤피카에서 3년을 보냈다. 2012년에는 맨체스터 시티에 입단했다.
가르시아는 스페인의 다수 연령대 청소년 국가대표팀에서 활약했는데, U-19 국가대표팀 시절에는 2006년 유럽선수권 대회 우승을 거두었고, 2012년에는 성인 국가대표팀 데뷔전을 치렀다.

## 클럽 경력

### 레알 마드리드
레알 마드리드 유소년부 출신인 가르시아는 무르시아 지방 물라 출신으로, 2004년 11월 28일, 5-0으로 이긴 레반테와의 안방 경기에서 17세의 나이로 활약했고, 유소년부 활동을 병행하면서 1군의 라 리가 경기에 3번 출전했다. 그 후, 그는 2005-06 시즌을 세군다 디비시온에 속해 있는 2군인 레알 마드리드 카스티야에서만 활약했다.
가르시아는 2006년 여름을 매우 분주히 보냈다. 우선, 그는 U-19 국가대표팀 일원으로 UEFA U-19 축구 선수권 대회 우승을 거두었고, 1군 감독 파비오 카펠로 감독의 눈도장을 받은 그는 훈련 일정에 참가하게 되었다. 그는 레알 마드리드의 시즌 전 경기에 대부분 참여했고, 그는 라몬 데 카란사 대회의 2경기에 신입 중앙 미드필더인 이메르송과 중원을 맡았다. 그러나, 그는 1군의 정규 시즌 경기에 한 경기도 출전하지 못했다.
2007년 8월, 그 다음 시즌에 가르시아의 1군 승격이 확실시 되었지만, 베언트 슈스터 감독은 이 절호의 기회를 막았고, 채석장 출신 동료들인 루벤 데 라 레드와 에스테반 그라네로도 구단을 떠나면서, 리버풀 같은 프리미어리그 구단과 아틀레티코 마드리드와 데포르티보 같은 국내 유수의 구단들의 제의를 받기 시작했다. 가르시아는 8월 31일 오사수나로 둥지를 옮기게 되었고, 나바라 연고의 구단과 €2.5M에 4년 계약을 체결해 장기간 부상으로 빠지게 된 미드필더 자바드 네쿠남을 대체할 것으로 전망되었고, 세비야와의 안방 경기에 처음 출전해 막판 1분을 뛰었으며, 경기는 1-1 무승부로 끝났고, 출전한 처음 여섯 경기에서 2골을 기록했는데, 4-1로 이긴 레반테전과 3-2로 이긴 비야레알전에서 1골씩 결승골로 기록했다.
가르시아의 계약에는 인수 조항이 붙어 레알 마드리드가 €4M에 그를 도로 불러들일 수 있었다. 2008년 4월 29일, 오사수나는 공식 발표를 통해 머랭 (Merengues) 이 그를 인수 조항에 따라 재영입할 것임을 밝혔고, 그는 2008-09 시즌에 산티아고 베르나베우로 복귀했다. 그는 9월 24일, 7-1로 이긴 스포르팅 히혼과의 경기에서 레알 마드리드 리그 복귀전을 치렀는데, 그는 후반전에 마하마두 디아라의 교체 선수로 투입되었다.

### 벤피카

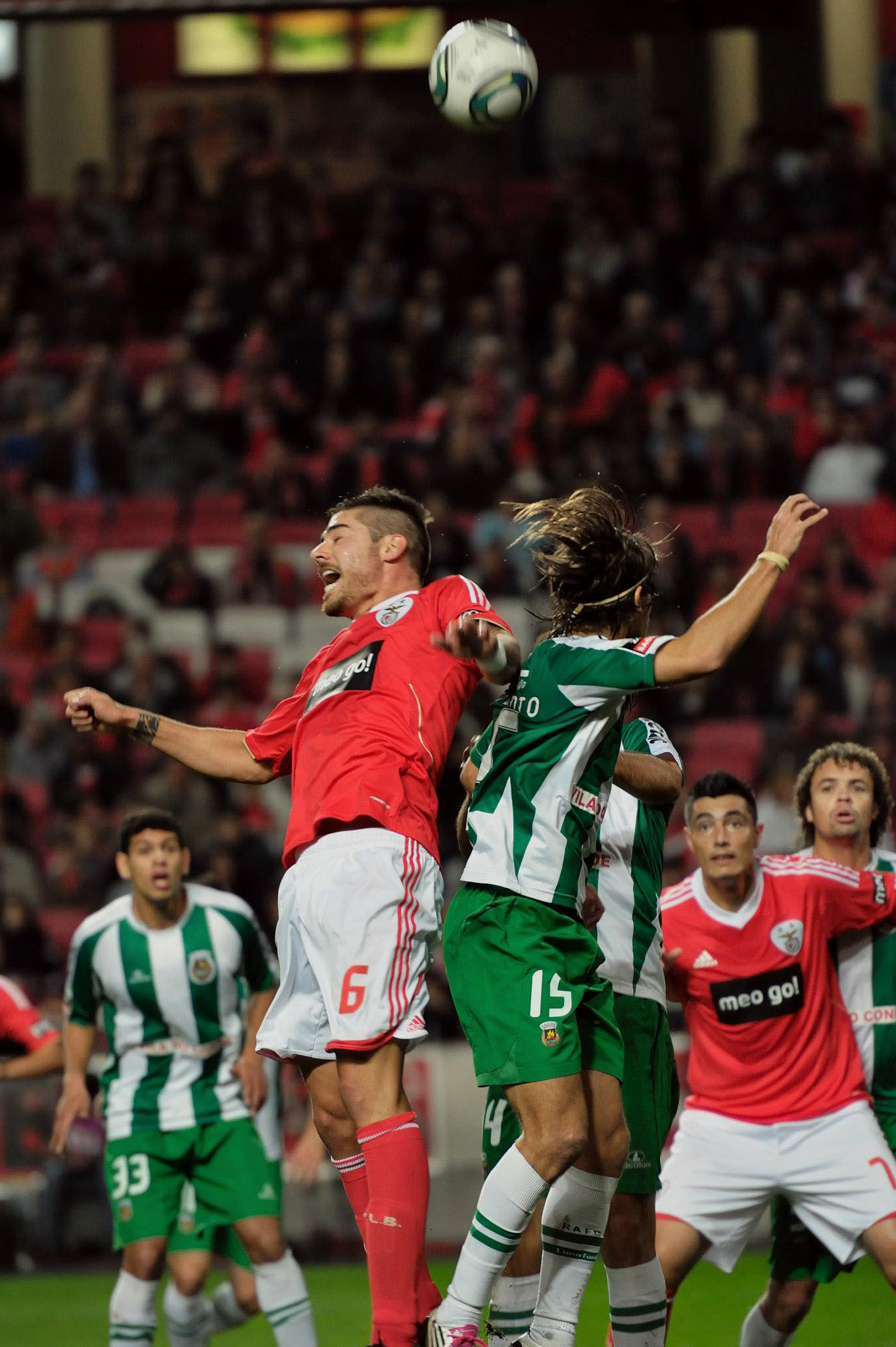
2011년, 히우 아브의 티아구 핀투와 공을 경합하는 가르시아 (왼쪽)

레알 마드리드에서 전력외로 밀려난 가르시아는 2009년 7월 21일에 €7M에 포르투갈의 벤피카와 계약을 맺었다. 그의 첫 시즌에 부동의 주전이었던 그는 3골을 넣긷 했으며, 특히 나발 1º 드 마이우와의 안방 경기에서 머리로 인상적인 막판 골을 기록했고, 소속 구단은 11월 9일에 선두로 올라가 버텼고, 리그 정상을 차지했다.
가르시아는 2011-12 시즌에 벤피카의 공식 경기에 43번 출전했다. 그는 이 시즌에 스포르팅 리스본과의 리스본 더비 안방 경기에서 1-0 결승골을 기록하고 , 첼시와의 그 시즌 UEFA 챔피언스리그 8강전에서도 85분에 코너킥을 1-1 동점골로 연결했지만, 벤피카는 수적 열세를 극복하지 못하고 1-2, 합계 1-3으로 패했다.

### 맨체스터 시티
2012년 8월 31일, 가르시아는 £15.8M에 맨체스터 시티로 이적했다. 그는 9월 15일, 1-1로 비긴 스토크 시티와의 원정 경기에서 리그 데뷔전을 치렀는데, 그 경기에서 카를로스 테베스의 프리킥을 머리로 마무리했다.
도르트문트와의 UEFA 챔피언스리그 조별 리그 경기에서 넓적다리 부상을 당한 가르시아는 몇 주를 활약하지 못했다. 그는 0-0으로 비긴 웨스트햄 유나이티드와의 업턴 파크 원정 경기에서 테베스의 교체로 84분에 들어가 활동을 재개했고, 3-1로 이긴 12월 15일자 뉴캐슬 유나이티드와의 경기에서는 시즌 2호골을 기록했다.

### 제니트
2014년 8월 13일, 러시아 프리미어리그의 제니트는 가르시아가 의료 검진을 통과하고 개인 합의를 보아 £13M에 영입하게 되었다고 발표했다. 그는 이적 18일 후에 러시아 무대 1호골을 넣었는데, 그의 골은 로코모티프 모스크바 원정 결승골이 되었다.

## 국가대표팀 경력
가르시아는 2009년 UEFA U-21 축구 선수권 대회에서 스페인 대표로 참가해 잉글랜드전(0-2 패)에 출전했지만, 대표팀의 조별 리그 탈락을 막지 못했다. 2012년 5월 26일, 그는 장크트갈렌에서 열린 세르비아와의 친선경기에서 스페인 성인 국가대표팀 경기에 처음으로 출전했고, 2-0 승리에 일조했다.

## 클럽 통계
2017년 7월 30일 기준
| 클럽          | 시즌      | 리그                | 리그 | 리그 | 컵   | 컵 | 리그컵 | 리그컵 | 대륙 | 대륙 | 합계 | 합계 |
| 클럽          | 시즌      | 단계                | 출장 | 골   | 출장 | 골 | 출장   | 골     | 출장 | 골   | 출장 | 골   |
| ------------- | --------- | ------------------- | ---- | ---- | ---- | -- | ------ | ------ | ---- | ---- | ---- | ---- |
| 레알 마드리드 | 2004–05   | 라 리가             | 3    | 0    | 0    | 0  | —      | —      | 0    | 0    | 3    | 0    |
| 레알 마드리드 | 2005–06   | 라 리가             | 0    | 0    | 0    | 0  | —      | —      | 1    | 0    | 1    | 0    |
| 레알 마드리드 | 2006–07   | 라 리가             | 0    | 0    | 0    | 0  | —      | —      | 1    | 0    | 1    | 0    |
| 레알 마드리드 | 합계      | 합계                | 3    | 0    | 0    | 0  | —      | —      | 2    | 0    | 5    | 0    |
| 오사수나      | 2007–08   | 라 리가             | 25   | 2    | 0    | 0  | —      | —      | —    | —    | 25   | 2    |
| 레알 마드리드 | 2008–09   | 라 리가             | 15   | 0    | 0    | 0  | 1      | 0      | 3    | 0    | 19   | 0    |
| 벤피카        | 2009–10   | 프리메이라리가      | 26   | 3    | 0    | 0  | 4      | 0      | 14   | 1    | 44   | 4    |
| 벤피카        | 2010–11   | 프리메이라리가      | 24   | 2    | 3    | 1  | 4      | 4      | 13   | 1    | 44   | 8    |
| 벤피카        | 2011–12   | 프리메이라리가      | 22   | 1    | 1    | 0  | 1      | 0      | 12   | 1    | 36   | 2    |
| 벤피카        | 합계      | 합계                | 72   | 6    | 4    | 1  | 9      | 4      | 39   | 3    | 124  | 14   |
| 맨체스터 시티 | 2012–13   | 프리미어리그        | 24   | 2    | 4    | 0  | 0      | 0      | 5    | 0    | 33   | 2    |
| 맨체스터 시티 | 2013–14   | 프리미어리그        | 29   | 0    | 4    | 0  | 6      | 0      | 8    | 0    | 47   | 0    |
| 맨체스터 시티 | 합계      | 합계                | 53   | 2    | 8    | 0  | 6      | 0      | 13   | 0    | 80   | 2    |
| 제니트        | 2014–15   | 러시아 프리미어리그 | 24   | 3    | 1    | 0  | —      | —      | 11   | 0    | 36   | 3    |
| 제니트        | 2015–16   | 러시아 프리미어리그 | 26   | 2    | 6    | 1  | —      | —      | 6    | 0    | 38   | 3    |
| 제니트        | 2016–17   | 러시아 프리미어리그 | 22   | 1    | 2    | 0  | —      | —      | 7    | 0    | 31   | 1    |
| 제니트        | 2017-18   | 러시아 프리미어리그 | 1    | 0    | —    | —  | —      | —      | 2    | 0    | 3    | 0    |
| 제니트        | 합계      | 합계                | 73   | 6    | 9    | 1  | 0      | 0      | 26   | 0    | 108  | 7    |
| 경력 합계     | 경력 합계 | 경력 합계           | 241  | 16   | 21   | 2  | 16     | 4      | 83   | 3    | 361  | 25   |

## 수상

### 클럽
레알 마드리드 B
- 세군다 디비시온 B: 2004–05

레알 마드리드
- 라 리가: 2006–07
- 수페르코파 데 에스파냐: 2008

벤피카
- 프리메이라리가: 2009–10
- 타사 다 리가: 2009–10, 2010–11, 2011–12

맨체스터 시티
- 프리미어리그: 2013–14
- EFL컵: 2013–14

제니트
- 러시아 프리미어리그: 2014–15
- 러시아 컵: 2015–16
- 러시아 슈퍼컵: 2015, 2016

### 국가대표팀
스페인 U-19
- UEFA U-19 축구 선수권 대회: 2006

## 사생활
그는 FC 바르셀로나, 리버풀 FC, 그리고 아틀레티코 마드리드에서 활약했던 루이스 가르시아의 사촌이다.